# تشارلز باول (مؤرخ)
تشارلز باول (بالإسبانية: Charles Powell)‏ هو مؤرخ إسباني، ولد في 1960 في مدريد في إسبانيا.